# Пигалев, Пётр Филиппович
Пётр Филиппович Пигалев — советский хозяйственный, государственный и политический деятель. Член КПСС с 1931 года.

## Биография
Родился в 1911 году в деревне Приютово (ныне не существует, территория Пестречинского района Татарстана). 
С 1929 года — на хозяйственной, общественной и политической работе. В 1929—1974 гг. — токарь по металлу механического завода треста Востсибуголь в Черемхово Иркутской области, студент комвуза, секретарь РК ВЛКСМ в Тайшете и Зиме, завотделом учащейся молодежи Иркутского обкома ВЛКСМ, директор с/х техникума НК Совхозов РСФСР, заведующий сектором промышленных кадров Иркутского обкома ВКП(б), второй секретарь Черемховского городского комитета ВКП(б), завотделом угольной промышленности Иркутского ОК ВКП(б), ответственный организатор отдела парторганов УК ЦК ВКП(б), заместитель заведующего отделом кадров парторганизаций УК ЦК ВКП(б), второй секретарь Молотовского обкома ВКП(б), заведующий сектором ОППКО ЦК ВКП(б), заведующий Сектором Отдела партийных органов ЦК КПСС по союзным республикам, заместитель заведующего Отделом партийных органов ЦК КПСС по союзным республикам, первый заместитель заведующего Отделом партийных органов по союзным республикам, заведующий Отделом по вопросам работы Советов Президиума Верховного Совета СССР. 
Делегат XXII, XXIII и XXIV съездов КПСС.
Умер в Москве в 1975 году.